# Ulocymus
Genre
Ulocymus est un genre d'araignées aranéomorphes de la famille des Thomisidae.

## Distribution
Les espèces de ce genre se rencontrent au Brésil et en Argentine.

## Liste des espèces
Selon World Spider Catalog (version 22.5, 30/11/2021) :
- Ulocymus gounellei Simon, 1886
- Ulocymus intermedius Mello-Leitão, 1929
- Ulocymus muricatus (Mello-Leitão, 1942)
- Ulocymus quimiliensis (Mello-Leitão, 1942)
- Ulocymus sulcatus Mello-Leitão, 1929

## Publication originale
- Simon, 1886 : « Espèces et genres nouveaux de la famille des Thomisisdae. » Actes de la Société linnéenne de Bordeaux, vol. 40, p. 167-187 (texte intégral).